# Juiced
Juiced è un videogioco per PlayStation 2 e Xbox. È stata anche pubblicata la versione per PC e per telefoni cellulari. La data di uscita è stata ritardata al 2005 perché il distributore originale, Acclaim è andato in bancarotta. Il gioco è quindi stato recuperato dalla THQ e ha subìto diversi cambiamenti.
Il gioco offre diverse modalità di gioco, tra cui la modalità carriera e quella arcade che presenta sfide via via più difficili da completare. Il giocatore può modificare la propria auto per adattarla al proprio stile di guida sia esteticamente che meccanicamente e sbloccarne di nuove(vincendo le sfide arcade). Mentre si gareggia c'è una vasta scelta per quello che riguarda la musica, con una colonna sonora che include gli Shapeshifters. Una caratteristica speciale che è stata aggiunta poi, è l'uso del NOS, come del resto ci si aspettava da un gioco che è simile ad altri titoli arcade. Il nos può essere particolarmente utile quando si è dietro ad un avversario o si è in ritardo, ma anche l'intelligenza artificiale può farne uso.

## Trama
La storia inizia ad Angel City, casa delle corse clandestine, impersonando un giocatore che è in cerca di queste gare, poi, incontra T.K., Il leader degli Urban Maulerz, che gli consegna la sua auto per vedere a quale livello esso sia, se si batte vi darà un garage e un meccanico con cui voi potrete modificare le vostra auto e intraprendere una carriera nel mondo di Angel City, Voi dovete guadagnare il rispetto di tutti i leader, che lo si può fare diversamente per ogni leader. Nel corso del gioco vi verrà proposto di accettare un membro della squadra, con cui dovrete gareggiare.

## Lista delle auto
- Acura Integra Type R '99
- Acura RSX TYPE-S
- Acura NSX
- Chevrolet Camaro Z28
- Chevrolet Camaro
- Chevrolet Corvette
- Chevrolet Corvette Z06
- Dodge Charger '69
- Dodge Neon R/T
- Dodge Neon SRT-4
- Dodge Viper GTS
- Fiat Punto 1.8 HGT
- Ford Mustang '67
- Ford Focus SVT
- Ford Focus ZTS '04
- Ford Falcon XR8
- Ford Mustang GT '99
- Holden Monaro CV8
- Honda Civic DX
- Honda Civic Type R(EP3)
- Honda CR-X(EF8)
- Honda Integra Type R(DC2)
- Honda Integra Type R '02(DC5)
- Honda NSX(NA1)
- Honda Prelude VT(BB1)
- Honda S2000(AP1)
- Mazda MX-5
- Mazda RX-7(FD3S)
- Mazda RX-8
- Mitsubishi FTO
- Mitsubishi Eclipse GSX
- Mitsubishi Lancer Evolution VI
- Mitsubishi Lancer Evolution VIII
- Mitsubishi 3000GT(Z16)
- Nissan 300ZX
- Nissan 350Z
- Nissan Skyline GT-R(BNR34)
- Opel/Vauxhall Corsa Sri 1.8i 16V
- Pontiac Firebird
- Peugeot 206 GTI
- Renault Clio Sport 2.0 16 V
- Subaru Impreza 22B STi(GC8)
- Subaru Impreza WRX STi(GDB)
- Toyota Corolla 1.6
- Toyota Celica SS-I(ST202)
- Toyota Celica SS-II(ZZT231)
- Toyota MR2 (SW20)
- Toyota MR-S
- Toyota Supra (JZA80)
- Volkswagen Beetle
- Volkswagen Corrado VR6
- Volkswagen Golf MKIV

## Juiced: Eliminator
Un porting è stato pubblicato per PlayStation Portable: si tratta di Juiced: Eliminator 2006. Contiene nuove auto e una nuova modalità di eliminazione.